# The Salute Tour
The Salute Tour fue la segunda gira musical del grupo femenino británico Little Mix, realizada para promover su segundo álbum de estudio, Salute (2013). Se trata de la primera gira de la formación en la que los conciertos se realizan en arenas en fechas seleccionadas. La gira comenzó el 16 de mayo de 2014 en Birmingham, Inglaterra, y concluyó el 27 de julio de 2014 en Scarborough, North Yorkshire, Inglaterra. En abril de 2014, se anunció que la gira se ampliaría para incluir una etapa norteamericana, comenzando en Boca Ratón, Florida, y concluyendo en Toronto, Canadá. En julio de 2014, la parte norteamericana de la gira fue cancelada para que el grupo pudiese trabajar en su tercer álbum, Get Weird (2015).

## Antecedentes
La gira fue anunciado oficialmente el 2 de diciembre de 2013 a través del Twitter de la banda y las entradas se pusieron en venta desde el 6 de diciembre de 2013. Debido a la buena acogida en la venta de entradas fueron añadidos dos fechas más en Glasgow y Cardiff. También debido a la demanda del público se trasladó el concierto de Manchester desde el O2 Apollo Manchester para el Phones4u Arena. El espectáculo Nottingham también se trasladó desde el Nottingham Royal Concert Hall el 5 de junio en el Capital FM Arena el 28 de mayo. Las entradas para la parte norteamericana de la gira salieron a la venta el 26 de abril de 2014. El 4 de julio de 2014, de Little Mix emitió un comunicado en su página web, donde se indica la cancelación de la entonces próxima etapa norteamericana de la gira, con el fin de dar prioridad a la creación de su tercer álbum.

## Actos de apertura
- M.O[5][6] (UK & Irlanda)

## Repertorio
Acto 1
1. "Salute"
2. "Nothing Feels Like You"
3. "About The Boy"
4. "Change Your Life"
5. "Dark Horse" (cover de Katy Perry)

Acto 2
1. "A Different Beat"
2. "How Ya Doin'?"
3. "Mr Loverboy"
4. "Boy"
5. "Towers"
6. "Competition"
7. "Word Up!"

Acto 3
1. "DNA"
2. "Stand Down"
3. "Talk Dirty
4. "Can't Hold Us" (contiene elementos de "Niggas in Paris" y "Run The World (Girls)")
5. "Little Me"
6. "Move"

Encore
1. "Good Enough"
2. "Wings"

## Fechas
| Europa              |               |             |                                  |
| 16 de mayo de 2014  | Birmingham    | Reino Unido | LG Arena                         |
| 17 de mayo de 2014  | Newcastle     | Reino Unido | Metro Radio Arena                |
| 19 de mayo de 2014  | Edinburgh     | Reino Unido | Usher Hall                       |
| 20 de mayo de 2014  | Glasgow       | Reino Unido | Clyde Auditorium                 |
| 21 de mayo de 2014  | Glasgow       | Reino Unido | Clyde Auditorium                 |
| 23 de mayo de 2014  | Liverpool     | Reino Unido | Echo Arena                       |
| 24 de mayo de 2014  | Sheffield     | Reino Unido | Motorpoint Arena                 |
| 25 de mayo de 2014  | Londres       | Reino Unido | The O2 Arena                     |
| 27 de mayo de 2014  | Manchester    | Reino Unido | Phones4u Arena                   |
| 28 de mayo de 2014  | Nottingham    | Reino Unido | Motorpoint Arena Nottingham      |
| 30 de mayo de 2014  | Plymouth      | Reino Unido | Plymouth Pavilions               |
| 31 de mayo de 2014  | Cardiff       | Reino Unido | Motorpoint Arena                 |
| 2 de junio de 2014  | Blackpool     | Reino Unido | Opera House Theatre              |
| 4 de junio de 2014  | Bournemouth   | Reino Unido | Bournemouth International Centre |
| 5 de junio de 2014  | Cardiff       | Reino Unido | Motorpoint Arena                 |
| 6 de junio de 2014  | Brighton      | Reino Unido | Brighton Centre                  |
| 8 de junio de 2014  | Dublín        | Irlanda     | The O2                           |
| 9 de junio de 2014  | Belfast       | Irlanda     | Odyssey Arena                    |
| 26 de julio de 2014 | Isle of Wight | Reino Unido | Osborne House                    |
| 27 de julio de 2014 | Scarborough   | Reino Unido | Open Air Theatre                 |

### Recaudaciones
| Lugar        | Ciudad  | Entradas vendidas | Recaudación |
| ------------ | ------- | ----------------- | ----------- |
| The O2 Arena | Londres | 13,716/15,380     | $772,257    |

### Conciertos cancelados
| Fecha                    | Ciudad               | País           | Lugar                      | Motivo |
| ------------------------ | -------------------- | -------------- | -------------------------- | --- |
| 10 de septiembre de 2014 | Boca Ratón           | Estados Unidos | Mizner Park Amphitheater   | En julio de 2014, la parte norteamericana de la gira fue cancelada para que el grupo pudiese trabajar en su tercer álbum, Get Weird (2015). |
| 12 de septiembre de 2014 | Orlando              | Estados Unidos | House of Blues             | En julio de 2014, la parte norteamericana de la gira fue cancelada para que el grupo pudiese trabajar en su tercer álbum, Get Weird (2015). |
| 13 de septiembre de 2014 | Atlanta              | Estados Unidos | The Tabernacle             | En julio de 2014, la parte norteamericana de la gira fue cancelada para que el grupo pudiese trabajar en su tercer álbum, Get Weird (2015). |
| 16 de septiembre de 2014 | Dallas               | Estados Unidos | Verizon Theater            | En julio de 2014, la parte norteamericana de la gira fue cancelada para que el grupo pudiese trabajar en su tercer álbum, Get Weird (2015). |
| 17 de septiembre de 2014 | Houston              | Estados Unidos | Bayou Music Center         | En julio de 2014, la parte norteamericana de la gira fue cancelada para que el grupo pudiese trabajar en su tercer álbum, Get Weird (2015). |
| 19 de septiembre de 2014 | Phoenix              | Estados Unidos | Comerica Theatre           | En julio de 2014, la parte norteamericana de la gira fue cancelada para que el grupo pudiese trabajar en su tercer álbum, Get Weird (2015). |
| 22 de septiembre de 2014 | Los Ángeles          | Estados Unidos | Hollywood Palladium        | En julio de 2014, la parte norteamericana de la gira fue cancelada para que el grupo pudiese trabajar en su tercer álbum, Get Weird (2015). |
| 23 de septiembre de 2014 | San Jose             | Estados Unidos | City National Civic        | En julio de 2014, la parte norteamericana de la gira fue cancelada para que el grupo pudiese trabajar en su tercer álbum, Get Weird (2015). |
| 26 de septiembre de 2014 | Saint Louis          | Estados Unidos | The Pageant                | En julio de 2014, la parte norteamericana de la gira fue cancelada para que el grupo pudiese trabajar en su tercer álbum, Get Weird (2015). |
| 27 de septiembre de 2014 | Rosemont             | Estados Unidos | Rosemont Theatre           | En julio de 2014, la parte norteamericana de la gira fue cancelada para que el grupo pudiese trabajar en su tercer álbum, Get Weird (2015). |
| 28 de septiembre de 2014 | Detroit              | Estados Unidos | The Fillmore Detroit       | En julio de 2014, la parte norteamericana de la gira fue cancelada para que el grupo pudiese trabajar en su tercer álbum, Get Weird (2015). |
| 30 de septiembre de 2014 | Charlotte            | Estados Unidos | The Fillmore Charlotte     | En julio de 2014, la parte norteamericana de la gira fue cancelada para que el grupo pudiese trabajar en su tercer álbum, Get Weird (2015). |
| 2 de octubre de 2014     | Montclair            | Estados Unidos | Wellmont Theatre           | En julio de 2014, la parte norteamericana de la gira fue cancelada para que el grupo pudiese trabajar en su tercer álbum, Get Weird (2015). |
| 3 de octubre de 2014     | New York City        | Estados Unidos | Hudson River Park          | En julio de 2014, la parte norteamericana de la gira fue cancelada para que el grupo pudiese trabajar en su tercer álbum, Get Weird (2015). |
| 4 de octubre de 2014     | Wallingford          | Estados Unidos | Oakdale Theatre            | En julio de 2014, la parte norteamericana de la gira fue cancelada para que el grupo pudiese trabajar en su tercer álbum, Get Weird (2015). |
| 6 de octubre de 2014     | Boston               | Estados Unidos | House Of Blues             | En julio de 2014, la parte norteamericana de la gira fue cancelada para que el grupo pudiese trabajar en su tercer álbum, Get Weird (2015). |
| 8 de octubre de 2014     | Upper Darby Township | Estados Unidos | Tower Theater              | En julio de 2014, la parte norteamericana de la gira fue cancelada para que el grupo pudiese trabajar en su tercer álbum, Get Weird (2015). |
| 9 de octubre de 2014     | Silver Spring        | Estados Unidos | The Fillmore Silver Spring | En julio de 2014, la parte norteamericana de la gira fue cancelada para que el grupo pudiese trabajar en su tercer álbum, Get Weird (2015). |
| 11 de octubre de 2014    | Toronto              | Canadá         | The Sound Academy          | En julio de 2014, la parte norteamericana de la gira fue cancelada para que el grupo pudiese trabajar en su tercer álbum, Get Weird (2015). |